# Esteghlal FC
Esteghlal Tehran Football Club is een Iraanse voetbalclub uit Teheran. De club werd opgericht op 26 september 1945. De thuiswedstrijden worden in het Azadistadion gespeeld, dat plaats biedt aan 100.000 toeschouwers. De clubkleuren zijn blauw-wit.

## Erelijst
Nationaal
- Iraans landskampioenschap
  - Winnaar (9): 1971, 1975, 1990, 1998, 2001, 2006, 2009, 2013, 2022
- Iraanse Kampioensbeker
  - Winnaar (1): 1957
- Iraanse Derde divisie
  - Winnaar (1): 1993
- Hazfi Cup
  - Winnaar (5): 1977, 1996, 2000, 2002, 2008
- Liga van de Provincie Tehran
  - Winnaar (13): 1950, 1953, 1957, 1958, 1960, 1961, 1963, 1969, 1971, 1973, 1984, 1986, 1992
- Tehran Hazfi Cup
  - Winnaar (4): 1947, 1951, 1959, 1961
- Supercup van Tehran
  - Winnaar (1): 1991

Internationaal
- Asian Champion Club Tournament/Asian Club Championship
  - Winnaar (2): 1970, 1991

## Externe link